# Ibiza, biodiversidad y cultura
Ibiza, biodiversidad y cultura es el nombre utilizado por la Unesco para inscribir el 4 de diciembre de 1999 un conjunto de bienes culturales y naturales como Patrimonio de la Humanidad al considerar este conjunto un excelente ejemplo de la interacción entre los ecosistemas costeros y marinos, y la importancia de la historia de la isla de Ibiza, especialmente durante las épocas fenicia, cartaginesa y renacentista.
Las salinas de Ibiza y de Formentera marcaron el inicio de unión entre los bienes naturales y los culturales. Las técnicas de explotación tradicional desde el siglo VIII a. C. han mantenido el ecosistema con gran diversidad vegetal y animal. La calidad de la sal depende de la calidad de agua que a su vez depende en gran medida de la función ecológica de la posidonia.
El comercio milenario de la sal marca el valor cultural de la acrópolis de Dalt Vila. El establecimiento fenicio en sa Caleta es el primer precedente de comercio de sal. Los vestigios del yacimiento fenicio-púnico de Puig des Molins testimonian los indicios de una villa muy poblada que posteriormente evolucionó como ciudad fortificada y estratégica en época púnica, romana, islámica, catalana, culminando en la fortificación renacentista española. Durante cada época se fueron manteniendo las estructuras anteriores renovándolas y consolidándolas. La fortificación del siglo XVI es un antecedente práctico y teórico que se aplicó posteriormente en las fortificaciones españolas en América, a la vez que constituye un precedente del modelo de fortificación francesa del siglo XVII.

## Descripción de los bienes

### Parque natural de las Salinas
El parque natural de las Salinas es un área natural protegida de las Islas Baleares y abarca las dos islas de Ibiza y Formentera y las zonas marinas.
El área cubierta es de 2 838 hectáreas y comprende las antiguas salinas de San José, las de Formentera y más de 13 000 hectáreas del espacio marino, con posidonias especialmente, en los islotes de Es Freus.

### Dalt Vila
El casco antiguo de Ibiza, de origen fenicio, fue un punto clave en la navegación marítima del Mediterráneo, de ahí la necesidad de las fortificaciones para su defensa. El centro histórico amurallado se formó a partir de la época medieval y significativamente en el renacimiento. Las antiguas murallas fueron construidas en el siglo XVI para protegerla de los ataques de los turcos.

### Necrópolis púnica de Puig des Molins
La necrópolis púnica de Puig des Molins fue la zona destinada como cementerio por los fenicios, cerca de la ciudad de Ibiza. Por el material arqueológico encontrado durante las excavaciones constituye la principal fuente de conocimiento de la influencia de la civilización cartaginesa en la isla.

### Yacimiento fenicio de Sa Caleta
El sitio arqueológico de Sa Caleta alberga los restos de edificios localizados en un promontorio rocoso de Sa Caleta, situada a unos diez kilómetros al oeste de la ciudad de Ibiza, donde los fenicios establecieron una colonia alrededor del año 650 a. C.

### Ses Feixes
En esta zona, situada sobre una superficie plana frente a Dalt Vila, se muestra una forma de cultivo basado en un sistema de riego por capilaridad, introducido por los almorávides. Permite un cultivo intensivo y equilibrado de suelos áridos y pantanosos. 

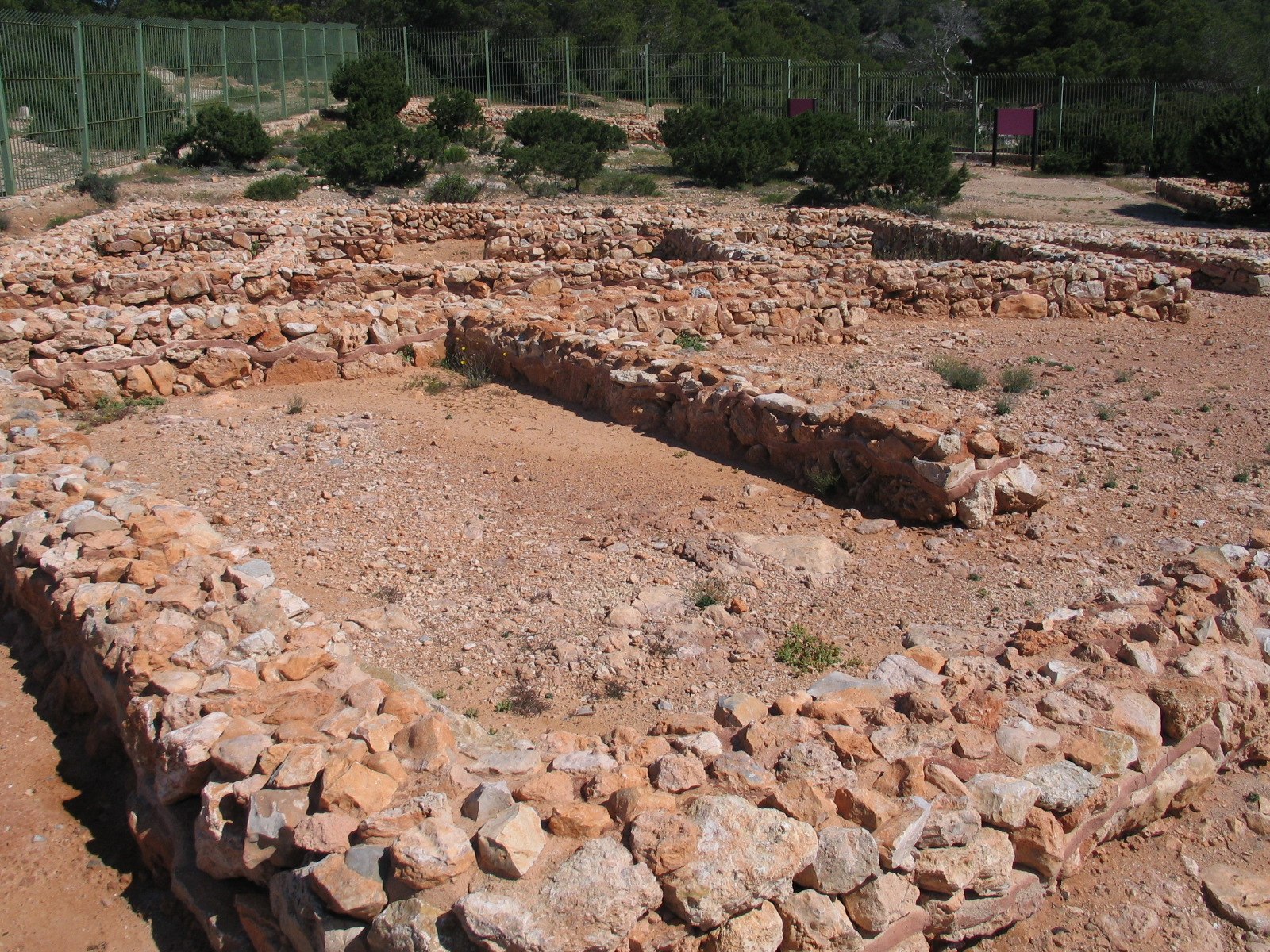
Yacimiento fenicio de Sa Caleta.
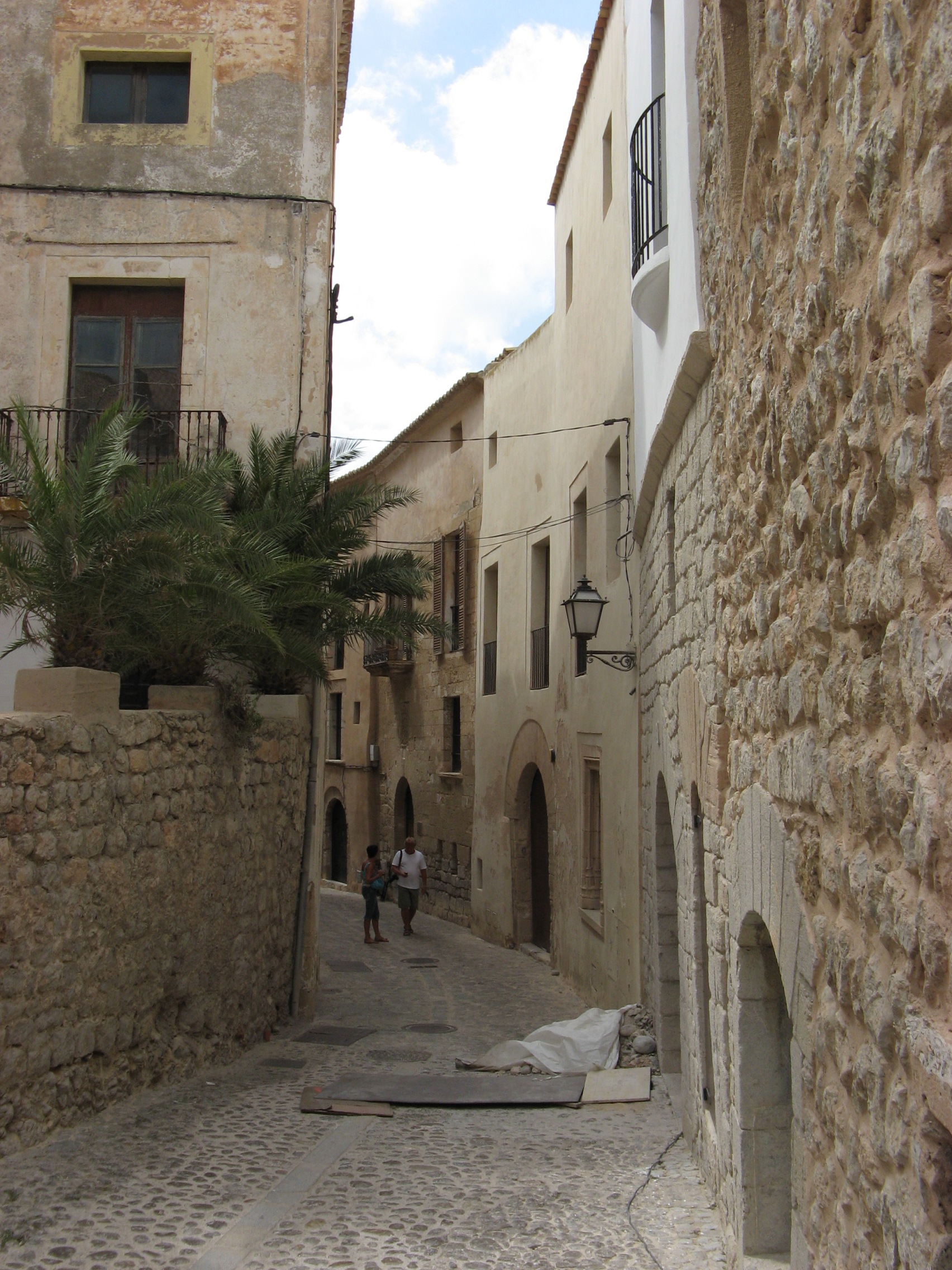
Calle en Dalt Vila.
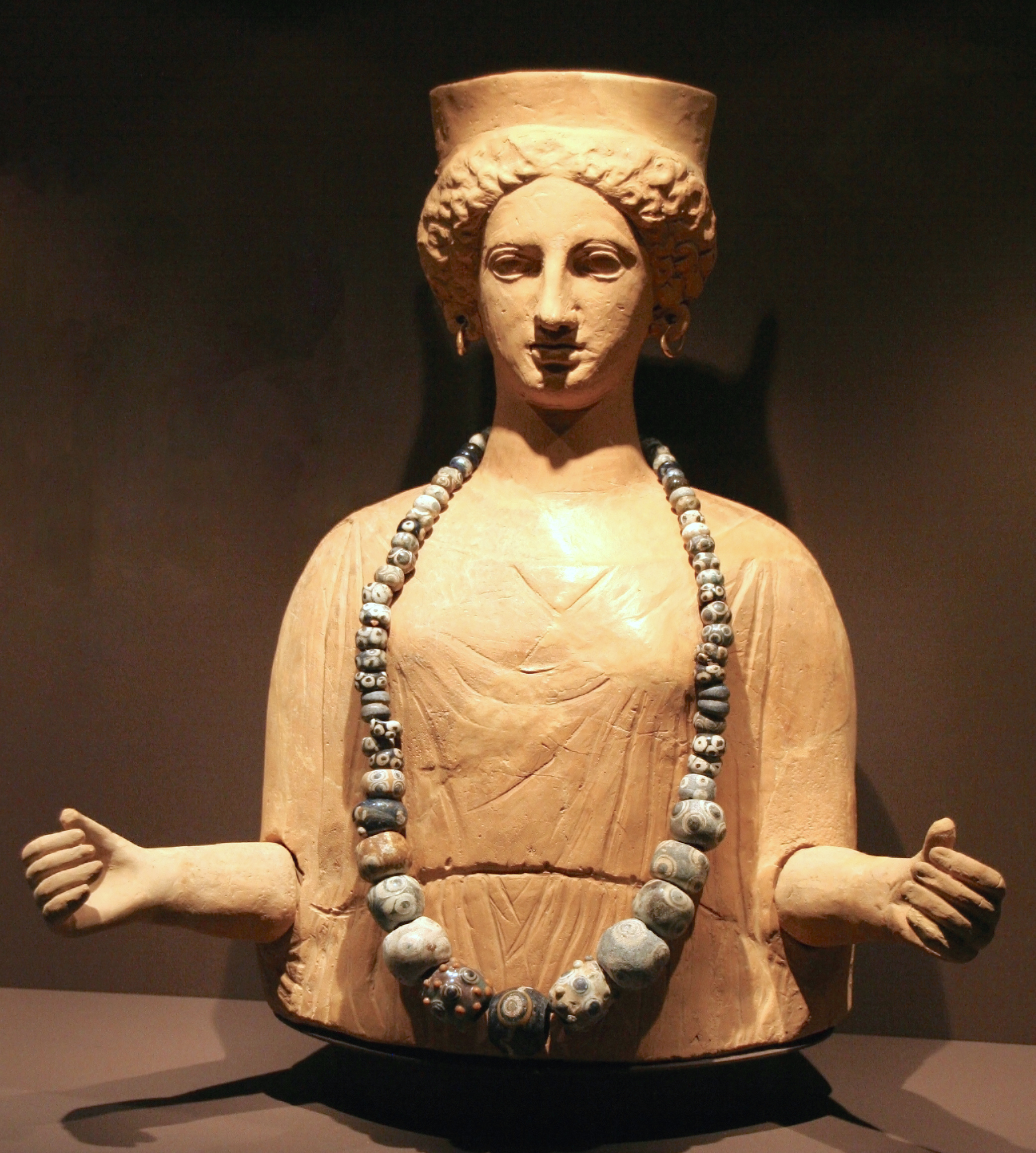
Figura púnica en terracota encontrada en la necrópolis de Puig des Molins.
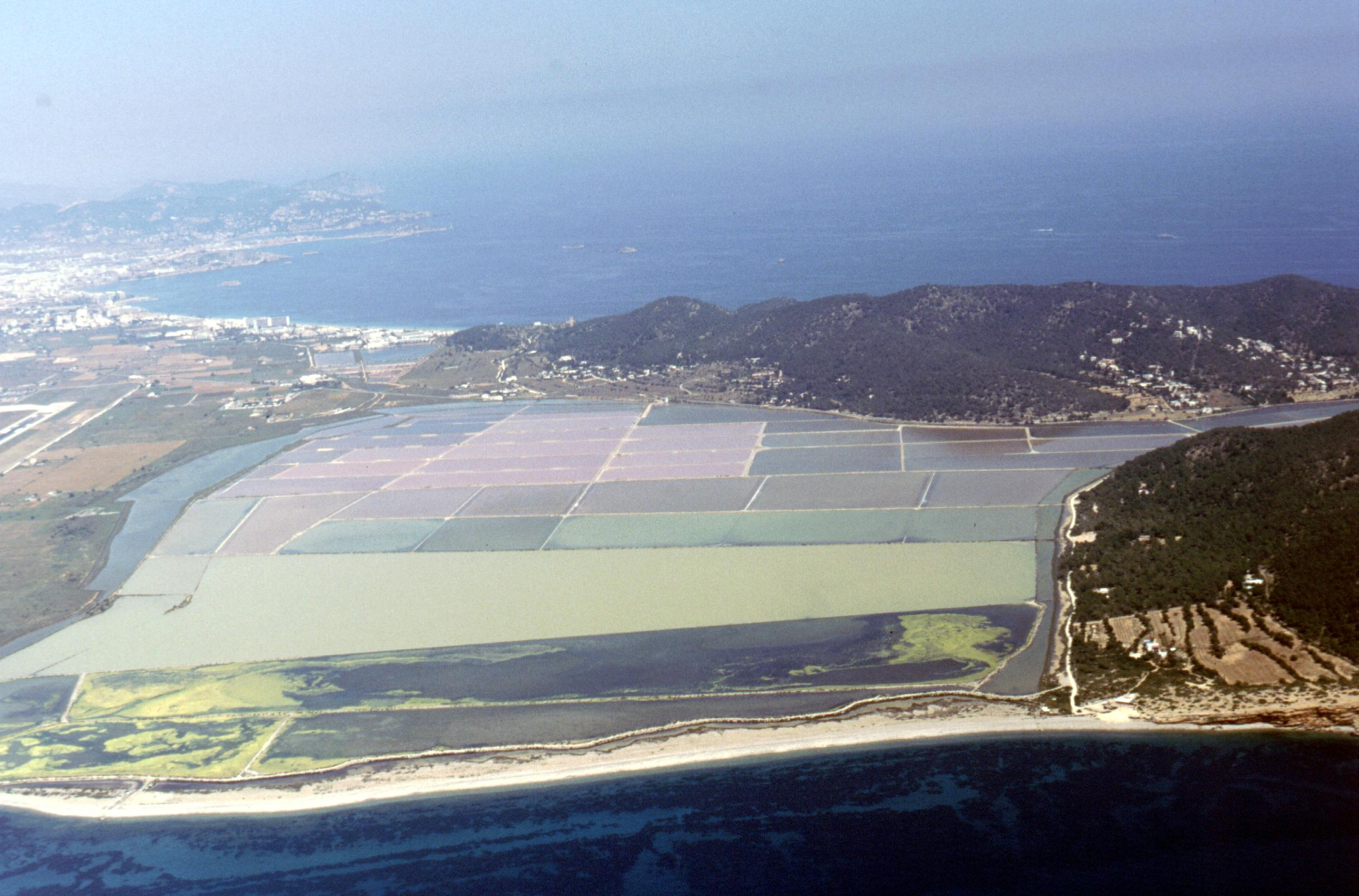
Vista aérea del parque natural de ses Salines.
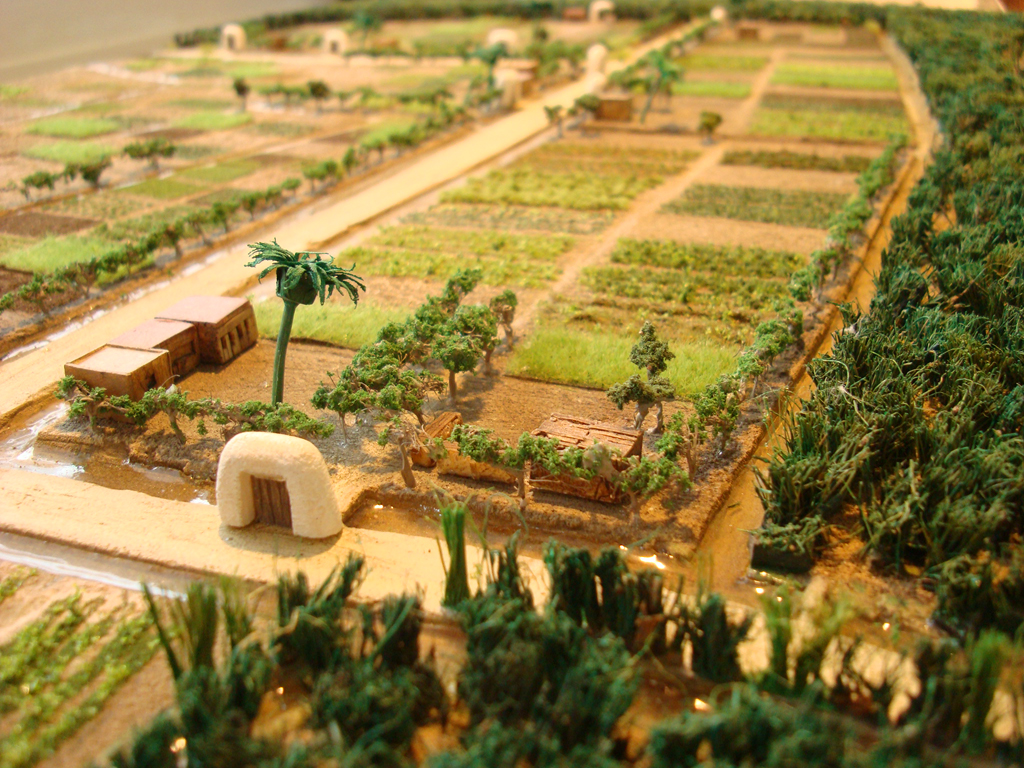
Ses Feixes.